# Morfolino

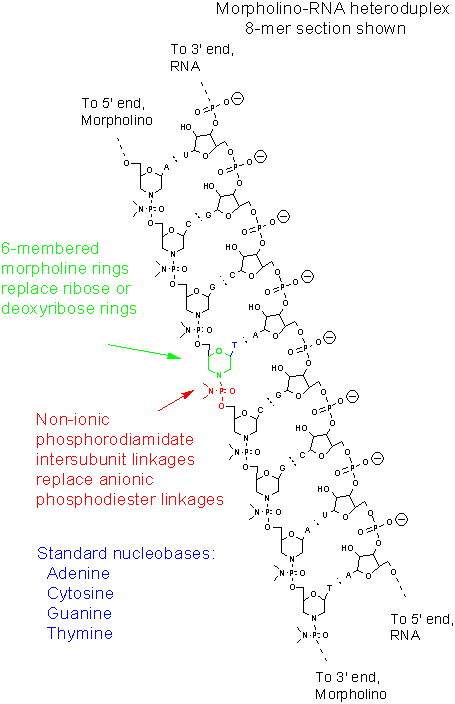
Morfolino-RNS heteroduplex 8 tagú részlete

A morfolino, más néven morfolinooligomer vagy foszforodiamidát-morfolino oligomer (PMO) a molekuláris biológiában a génexpresszió módosításához használt oligomertípus. Szerkezete metilénmorfolingyűrűkből foszforodiamidát csoportokkal összekapcsolt DNS-bázisokból áll. A morfolinók akadályozzák más molekulák hozzáférését az RNS bázispárosodási felszínének kis (kb. 25 bázis) szakaszához férést akadályozzák. A fordított genetika használja a génfunkció csökkentésére.
E cikkben csak a morfolino antiszensz oligomerek vannak tárgyalva, melyek nukleinsav-analógok. A morfolino elnevezés más kémiai nevekben is előfordulhatnak morfolingyűrűs vegyületekre utalva. A más morfolinszármazékokkal való összetévesztés elkerülése végett az oligomereket gyakran nagybetűvel („Morpholino”) írják a márkanevekhez hasonlóan, de ennek használata nem egységes. A morfolinooligomereket gyakran PMO-nak nevezik, különösen az orvosi irodalomban. A vivo-morfolinók és a PPMO a morfolino módosított változatai további csoportokkal a sejtekbe lépés könnyítésére.
A génknockdown egy gén expressziója csökkentésével érhető el. Fehérjekódoló gének esetén ez a megfelelő fehérje mennyiségének csökkentésével jár. A génknockdown a fehérje funkciójának megismerésére használt módszer, mely egy exon kiesését okozza a fehérjekódoló RNS-átiratból, segítve az általa kódolt fehérjerészlet megismerését vagy a fehérjeműködést is csökkentheti. E molekulákat számos modellszervezetben használták, például egerekben, zebradánióban, karmosbékákban és tengerisünökben. A morfolinók a pre-mRNS splicingját is módosíthatják vagy a miRNS érését és aktiválását is gátolhatják. A morfolinók RNS-célzását és sejtekbe adását 2016-ban kutatták folyóiratban, 2017-ben könyvben.
A morfolinók fontosak a gyógyszerészetben bizonyos patogének, például baktériumok vagy vírusok, illetve genetikai betegségek ellen. A morfolinoalapú eteplirszent gyorsított eljárásban fogadta el a US Food and Drug Administration 2016 szeptemberében bizonyos Duchenne-izomdisztrófia-okozó mutációk kezelésére, azonban a folyamatot vitatták. Más morfolinoalapú gyógyszerek, például a golodirszen, viltolarszen és a kaszimerszen 2019–2021 közt lettek elfogadva Duchenne-izomdisztrófiára.

## Történet
A morfolinooligomereket Summerton fogalmazta meg az AntiVirals Inc.-nél (ma Sarepta Therapeutics), és Wellerrel együtt fejlesztette ki.

## Szerkezet
A morfolinók szintetikus molekulák a természetes nukleinsav-szerkezet áttervezésével. Általában 25 bázis hosszúak, egy RNS vagy egyszálú DNS komplementer szakaszaihoz kapcsolódnak szabványos nukleinsav-bázispárosodással. A morfolinók és a DNS közti különbség, hogy a morfolinók metilénmorfolingyűrűkkel kapcsolódnak egymáshoz foszforodiamidátcsoportokkal a foszfát helyett. Az ábra az RNS és egy morfolino szerkezetét hasonlítja össze. Az anionos foszfát töltetlen foszforodiamidáttal való cseréje megszünteti az ionizációt fiziológiás pH-nál, így a morfolinók töltetlenek. A morfolino váza ilyen módosult alegységekből áll.

## Funkció
A morfolino nem okozza a cél-RNS bomlását, szemben sok más antiszensz szerkezettel (például tiofoszfátok vagy siRNS). Ehelyett sztérikus gátként működik az RNS célszakaszához való kötődéssel, gátolva más molekulák kölcsönhatását az RNS-sel. A morfolinókat gyakran használják egy mRNS-átirat szerepének meghatározásában embriók esetén. Ilyen oligomereket helyeztek zebradániók, Xenopus-fajok, tengerisünök és F. heteroclitusok petéibe és embrióiba, morfáns embriókat adva, vagy elektroporációval juttattak be későbbi fejlődési szakaszban lévő csirkeembrióba. A megfelelő citoszolszállítási rendszerekkel a morfolinók hatékonyak sejtkultúra esetén is. A vivo-morfolinók, ahol az oligomer kovalensen kapcsolódik dendrimerhez, a sejtekbe rendszeres hozzáadáskor belépnek felnőtt állatokban és szövetkultúrában is.

### Normál génexpresszió eukariótákban

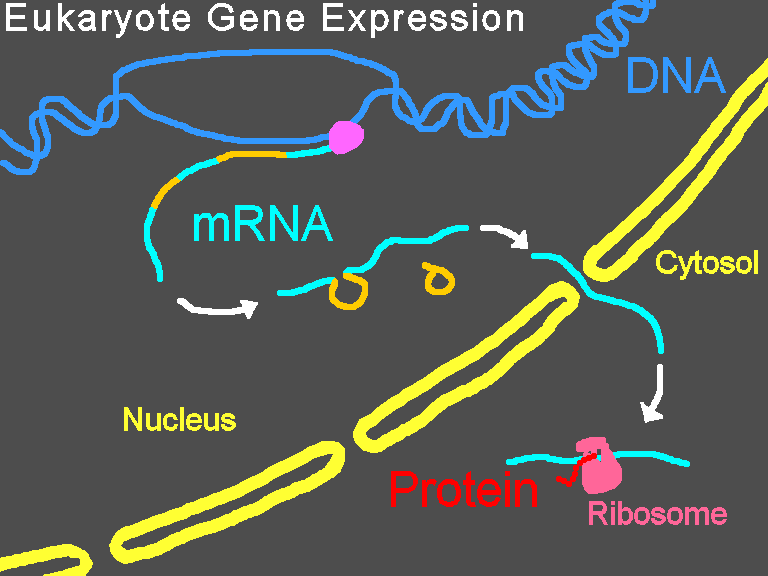
Közbelépés nélküli eukarióta génexpresszió

Az eukarióta szervezetekben a pre-mRNS a magban íratik át, az intronok kiesnek, majd az érett mRNS a sejtmagból a citoplazmába kerül. A riboszóma kis alegysége általában az 5’ végéhez kötődve kezd, majd egyes eukarióta iniciációs faktorok csatlakoznak hozzá, létrehozva az iniciációs komplexet. Ez az mRNS-t végigpásztázza, míg startkodonhoz ér, majd a nagy alegység csatlakozik a kicsihez, és elkezdődik a fehérjetranszláció. E folyamat a génexpresszió: ekkor alakul át a génben tárolt információ fehérjévé.

### Transzlációblokkolás

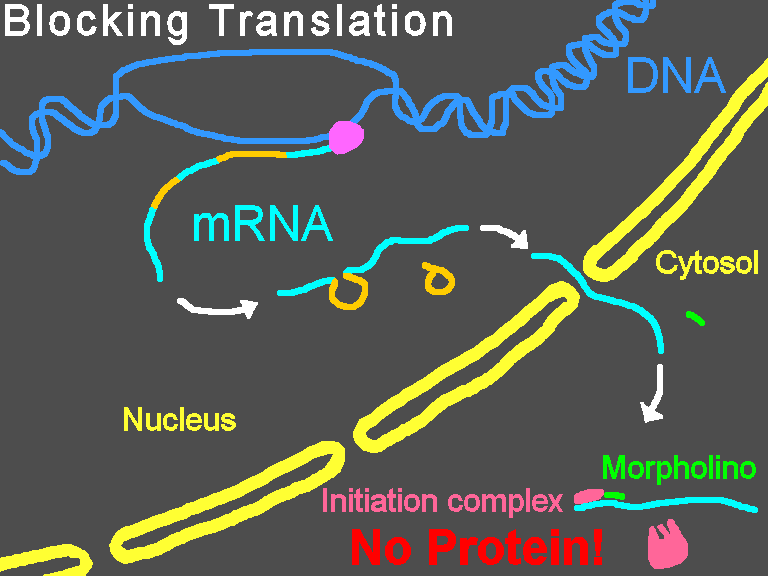
Morfolinóval akadályozott transzláció

Az mRNS 5' UTR-éhez kötődve a morfolinók közbeszólhatnak a riboszómás iniciációs komplex haladásával. Ez megakadályozza a kódoló régió transzlációját (génknockdown). Ez hasznos egy adott fehérje funkciójának megismeréséhez, a morfolinók könnyű módszer a fehérjeexpresszió csökkentésére és a knockdown hatásának megismerésére. Egyes morfolinók az expressziót annyira csökkenthetik, hogy a korábban létező fehérjék bomlása után a célfehérjék észlelhetetlenek Western blottal.
2016-ban egy peptidkonjugált PMO (PPMO) esetén kiderült, hogy gátolja az újdelhi metallo-béta-laktamáz 1-et, melyet sok rezisztens baktérium használ karbapenembontásra.

### pre-mRNS-splicing módosítása

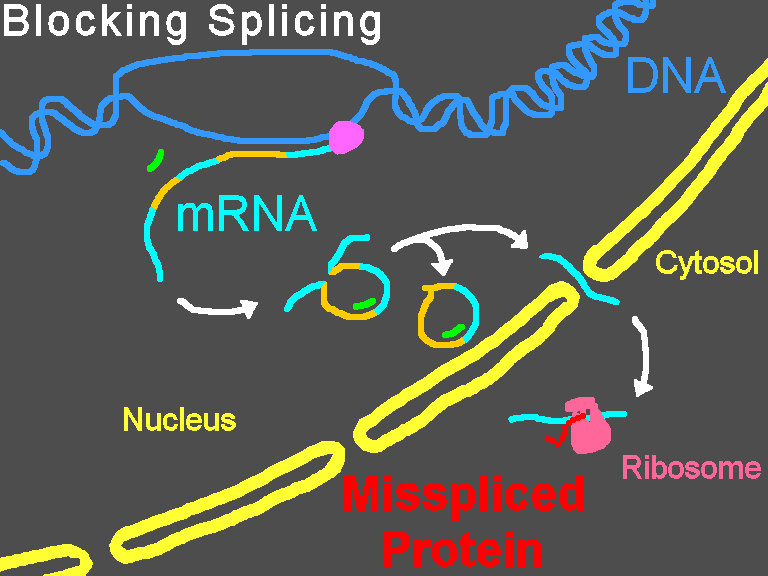
Morfolinóval blokkolt splicing

A morfolinók közbeszólhatnak a pre-mRNS feldolgozásába a splicinget irányító snRNP-k céljaikhoz való kötődésének megakadályozásával vagy az adenin blokkolásával és splicinglasszószerkezet-létrehozásának akadályozásával, illetve a splicingszabályzó fehérjék kötésének megváltoztatásával. Az snRNP U1 (donorhelynél) vagy U2/U5 blokkolása (a polipirimidin résznél és az akceptorhelynél) módosult splicingot okozhat exonok kihagyásával az mRNS-ből. Egyes splicingcélok célzása intronbeillesztést okoz, rejtett splicinghelyek esetén részleges beillesztés vagy kihagyás történhet. Az U11/U12 snRNP-k is blokkolhatók. A splicingmódosulás könnyen tesztelhető RT-PCR-rel, és az RT-PCR-termékek gélelektroforézise utáni sáveltolódás utal rá.

### További alkalmazások: más mRNS-helyek blokkolása, vizsgálati használat
A morfolinók használhatók miRNS-aktivitás és -érés blokkolására. A fluoreszceinnel jelölt morfolinók fluoreszceinspecifikus antitestekkel együtt használhatók a miRNS-ekkel való in situ hibridizáció ellenőrzésére. A morfolinók képesek a ribozimaktivitás akadályozására. Az U2 és U12 snRNP funkciót a morfolinók gátolták. A fehérjekódoló részekben levő „csúszós” mRNS-szekvenciákat célzó morfolinók okozhatnak transzlációs kereteltolódást. A morfolinók akadályozhatják az RNS-szerkesztést, a poli-A követést és a transzlokációs sorozatokat.

## Specificitás, stabilitás és nem antiszensz hatások
A morfolinók gyakori knockdowneszközök állatembriókban, melyek génexpressziós tartománya szélesebb a felnőtt sejteknél, és jobban hat a nem megfelelő interakció. Az egy- vagy kevéssejtes állapotú béka- vagy halembriókba való injekció után 5 nappal mérhetők a morfolino hatásai, miután az organogenezis és a sejtdifferenciáció nagy része végbement, a megfigyelt fenotípusok a célgén knockdownjával konzisztensek. Az irreleváns szakaszú kontrolloligomerek általában az embrió fenotípusára kis hatással vannak, ami a morfolino specificitását és nem antiszensz hatásai hiányát bizonyítja. A knockdownhoz szükséges dózis csökkenthető több, azonos mRNA-t érintő morfolino együttes beadásával, ami a dózisfüggő mellékhatásokat kerüli el vagy csökkenti.
Az mRNS-mentéses kísérletek bizonyos esetekben helyreállíthatják a vad típusú fenotípust, és a morfolino specificitását bizonyíthatják. Ez esetben a morfolinót a hozzá tartozó fehérjét kódoló mRNS-sel együtt adják be. Azonban ennek módosult 5'-UTR-e van, hogy ne legyen a morfolino célja. Az mRNS kódoló része kódolja az adott fehérjét. A mentő mRNS transzlációja pótolja a morfolinóval csökkentett mennyiségű fehérjét. Mivel a mentő mRNS nem befolyásolja a morfolino mellékhatásai miatti fenotípus-változásokat, ez a visszaállás vad típusú fenotípusra a morfolino specificitását igazolja. Egyes esetekben a mentő RNS ektópiás expressziója a vad fenotípus visszaállását ellehetetleníti.
Az embriókban a morfolinók nullmutánsokban tesztelhetők váratlan hatásokra, majd vad típusú embriókban az akut knockdown fenotípusának megismerésére. A knockdownfenotípus gyakran a mutánsnál szélsőségesebb: a mutánsban a nullgén hatásai genetikai kompenzáció csökkentheti.
Mivel vázuk nem természetes, a sejt fehérjéi nem bontják a morfolinókat. A nukleázok nem bontanak morfolinókat, de szérumban és sejtekben se bomlanak.
A morfolinók legfeljebb 18%-a okoz mellékhatásokkal kapcsolatos fenotípusokat, például a központi idegrendszer és a testi szövetek sejthalálát. Ezek nagy részét a p53-mediált apoptózis okozza, ami anti-p53 morfolinóval együttes beadással megakadályozható. Ezenkívül a p53-mediált apoptózis egy másik antiszensz szerkezettípus fenotípusában is megjelenik meg, tehát a p53-mediált apoptózis oka a célfehérje elvesztése, nem a knockdownoligomer fajtája. E hatások szekvenciaspecifikusak: a legtöbb esetben ha egy morfolinónak vannak mellékhatásai, egy 4 eltérő bázissal rendelkező morfolino nem okoz ilyen hatást.
A morfolinókban vitára adhat okot a mellékhatás. Akár szándékos knockdown, akár a célon kívüli RNS-sel való interakció az ok, ez megszüntethető másik kísérlettel, mellyel igazolható, hogy a módosult fenotípus eredménye a várt cél knockdownja. Ez egy második, azonos mRNS-t célzó, az elsővel nem átfedő morfolinóval történhet a megfigyelt fenotípusok összehasonlításával (bár a kompenzáció elfedhet egy fenotípust) a morfolino nullmutánssal vagy domináns negatív módszerrel való tesztelésében további fenotípusváltozások észlelésére. A megfigyelt fenotípusok mRNS-sel való javítása, ha lehet, a morfolino specificitásának ellenőrzésére használható.

## Bevitel
Egy morfolino hatásosságához a sejtmembránon át a citoszolba kell beáramolnia. A citoszolon belül azonban a citoszol és a sejtmag közt szabadon áramolhatnak, ahogy ezt a sejtmagi splicinget befolyásoló aktivitás is meghatározza mikroinjekció után. Különböző módszereket használnak embriókba, sejtekbe vagy felnőtt állatokba juttatáshoz. Mikroinjekciós eszközt használnak általában az embrióba juttatáshoz, általában egy vagy kevéssejtű állapotban; ennek alternatívája az elektroporáció, mely későbbi embrióállapotokba tud juttatni oligomereket. Gyakori beviteli módszerek sejttenyészetekbe például az Endo-Porter peptid (mely a morfolino endoszómából juttatását okozza), a speciális beviteli rendszer (nem elérhető kereskedelemben, morfolino–DNS heteroduplexet használt etoxilezett polietilénimin reagenssel), az elektroporáció vagy az SL.
Érett szövetekbe juttatása általában nehéz, azonban van néhány rendszer, mely lehetővé teszi a módosítatlan morfolinók felvételét (beleértve az izomsejtekbe való felvételt Duchenne-izomdisztrófia esetén vagy az erek endotélsejtjeinek angioplasztia esetén való felvételét). Bár áthaladnak könnyen a szövetek sejtközi terén, a konjugálatlan PMO-k citoszolba és sejtmagba jutása korlátozott az egészséges sejtekbe intravénás beadás után. A felnőtt élőlények sok sejtjébe való bevitel kovalens morfolinokonjugátumokkal történhet sejten áthaladó peptidekkel, és bár toxicitás kapcsolata derült ki a peptidkonjugátumok kis dózisaival, ezeket az észlelt toxicitást okozó dózisok alatt használták in vivo. Egy oktaguanidínium-dendrimer áthelyezheti a módosult oligomert (a vivo-morfolinót) a vérből a citoszolba. A könnyen sejtbe kerülő morfolinók, például a peptidkonjugátumok és a vivo-morfolinók a vírusos és genetikai betegségeket gyógyíthatják.

## Fordítás
Ez a szócikk részben vagy egészben  a   Morpholino című angol Wikipédia-szócikk ezen változatának fordításán alapul.  Az eredeti cikk szerkesztőit annak laptörténete sorolja fel. Ez a jelzés csupán a megfogalmazás eredetét és a szerzői jogokat jelzi, nem szolgál a cikkben szereplő információk forrásmegjelöléseként.